# Caresse toi
Caresse toi è il secondo singolo estratto da Promessa, secondo album  della cantante italiana Carlotta, pubblicato nell'estate 2001.

## Descrizione
Caresse toi, dal ritornello parzialmente in lingua francese, è stato scritto da Noel Assolo e Davide Pinelli e pubblicato dopo qualche mese dalla partecipazione della cantante al Festival di Sanremo 2001 con il brano Promessa.

## Successo commerciale
Il brano segnò la prima ed unica partecipazione della cantante al Festivalbar ottenendo un discreto riscontro radiofonico e di vendite rimanendo per 7 settimane nella top50 della classifica dei singoli più venduti.

## Classifiche
| Classifica (2001) | Posizione raggiunta |
| ----------------- | ------------------- |
| Italia            | 32                  |